# Форситија хибридна
Форситија хибридна (Forsythia × intermedia) је хибрид две врсте: Forsythia suspensa и Forsythia viridissima из рода форситија (Forsythia). Попут њених родитељских врста и она се гаји као украсна биљка у парковима. Настала је 1878. године у ботаничкој башти у Гетингену.

## Опис биљке
Стабло чини листопадни грм око 2-3m висок и густо усправно тазгранат. Гранчице жутозелене са бројним лентицелама и лествичатом сржи.
Листови су прости, јајасти или издужени, при врху назубљени. До 12cm су дуги, док им је дршка кратка. Наспрамно су постављени.
Цветови су бројни и расту у групама од по 2-3. Постављени су бочно на гранама, тамножуте су боје и благо савијени. Чашица је незнатно краћа од цеви крунице. Крунични листићи дуги од 3,5-5,5cm. Цветови трају до четири недеље, а развијају се на прошлогодишњим гранама. Биљка цвета у току марта и априла.

## Размножавање
Размножава се вегетативно путем корена или резницама.

## Гајење
Није избирљива на тип земљишта, температуру, па ни загађење ваздуха. Да би обилно цветала треба је засадити на сунчаном месту. Гране са цветовима ће се одржати и у вази.